# Керл (король Мерсии)
Керл (англ. Cearl; умер около 625) — король Мерсии (606 — около 625). Вероятно, сын Кинемунда и внук Креоды.
В 606 году Керл стал королём, сменив на престоле Мерсии Пиббу. Керл упоминается в хрониках лишь в контексте брака его дочери Квенбурги с Эдвином, будущим королём Нортумбрии, который укрывался у него во время изгнания.
Около 625 года Керл умер и ему наследовал Пенда, возможно, его двоюродный брат.